# Nibe
Nibe är en tätort och stad i Ålborgs kommun i Region Nordjylland i norra Danmark. Orten ligger omkring 18 kilometer sydväst om staden Ålborg och hade 5 047 invånare 2012. Fram till 2007 var Nibe centralort i dåvarande Nibe kommun. 
Nibe hade ett rikt sillfiske från 1500-talet till 1700-talet och blev köpstad 1727. På orten finns den gotiska Nibe kyrka från 1400-talet, med kalkmålningar från 1500-talet.
I Nibe finns hamn och verkstadsindustri. I trakten finns många vindkraftverk, och på 1970-talet var Nibemøllerne bland de första kraftverken när den danska vindkraften byggdes ut.